# Nedar
Nedar és una pel·lícula documental catalana de 2008, narrada en clau de cinema negre, dirigida per la debutant Carla Subirana, amb guió escrit per ella i Núria Villazán. Ha estat rodada en català.

## Sinopsi
Totes les famílies tenen secrets. Tres generacions de dones soles s'enfronten a un secret guardat durant anys. L'avi de la directora, membre de la Federació Anarquista Ibèrica (FAI), va ser afusellat al camp de la Bota després de la fi de la guerra civil espanyola per cometre tres atracaments a mà armada. Era un anarquista o un vulgar lladre? Mai ningú no n'ha sabut res. L'única persona que podia facilitar la recerca, patia demència senil i ha mort. Ací arrenca una recerca que narra un viatge personal i reflexiona sobre la pèrdua de la memòria familiar i col·lectiva, la memòria històrica, i la recerca de la pròpia identitat a través de la reconstrucció del passat.

## Recepció i nominacions
Tot i que només va ser candidata al Gaudí a la millor pel·lícula documental del 2009, fou presentada a nombrosos festivals del 2008-2009; la Seminci al Festival de Màlaga o al Festival Internacional de Cinema de Rotterdam.